# Pyran
Pyran là một dị vòng chứa oxy có công thức là C5H6O, bao gồm năm nguyên tử cacbon và một nguyên tử oxynguyên tử và có chứa hai liên kết đôi. Các công thức phân tử là C 5 H 6 O. Có hai đồng phân của pyran đó khác nhau bởi vị trí của các liên kết đôi. Trong 2 H -pyran, khí bão hòa ở vị trí thứ 2, trong khi đó, trong 4 H -pyran, khí bão hòa ở vị trí thứ 4.
4 H -Pyran lần đầu tiên được phân lập và mô tả vào năm 1962 thông qua nhiệt phân của 2-axetoxy-3,4-dihydro-2 H -pyran. Nó được tìm thấy quá không ổn định, đặc biệt là trong sự hiện diện của không khí. 4 H -pyran dễ dàng disproportionates để tương ứng dihydropyran và pyrylium ion, đó là dễ dàng thủy phân trong môi trường nước.
Mặc dù pyrans mình có chút ý nghĩa trong hóa học, nhiều dẫn xuất của chúng là các phân tử sinh học quan trọng, chẳng hạn như các pyranoflavonoids.
Các pyran hạn cũng thường được áp dụng cho tương tự vòng bão hòa, mà đúng hơn gọi là tetrahydropyran (oxane). Trong bối cảnh này, các monosacarit có chứa một hệ thống vòng sáu-nhóm được gọi là pyranoses.